# Wekarua Island (Sugar Loaf)
Wekarua Island (Sugar Loaf) ist eine Insel im Norden der Region Northland und der Nordinsel von Neuseeland.

## Geographie
Wekarua Island befindet sich rund 800 m nördlich der Bucht Motukahakaha Bay, die rund 9,5 km ostnordöstlich von Mangōnui zu finden ist. Die Insel, einer Kaulquappenform gleich, erhebt sich über 102 m aus dem Meer und erstreckt sich dabei über eine Länge von rund 335 m in Nordnordwest-Südsüdost-Richtung sowie über eine maximale Breite von rund 145 m in Westsüdwest-Ostnordost-Richtung. Die Flächenausdehnung der größtenteils sehr steilen Insel beträgt rund 3 Hektar.